# Laurent Degos
Laurent Degos (Parigi, 9 luglio 1945) è un medico ed ematologo francese; professore di ematologia all'Università di Parigi, è nato il 9 luglio 1945 a Parigi (75008) da Robert Degos (1904-1987) medico, Professore di dermatologia e Monique Lortat Jacob (1916-1999), terzo di quattro figli, un fratello maggiore Jean Denis (1937-2001) Professore di neurologia, Claude François Professore di neurologia (1939-) e una sorella minore Bernadette Flamant (1947-). È stato sposato con Françoise Fouchard (epatologa) il 16 dicembre 1971 dalla quale ha avuto tre figli Juliette Barbarin (avvocato presso Total), Cecile Petit-Degos (scenografa) e Vincent Degos (professore di anestesia-rianimazione) e 9 nipoti (Arthur, Maylis, Paul Barbarin, Jules, Zelie, Tom Petit e Oscar, Augustin, Felix Degos). La famiglia Degos è originaria di Mugron (Lande) con diverse generazioni di medici di campagna: Jean Baptiste (1797-1859), Alfred (1840-1925) e Louis (1873-1928) suo nonno.
È membro corrispondente dell'Accademia francese delle scienze..

## Biografia
Laurent Degos ha conseguito il dottorato in medicina nel 1976 e il dottorato universitario nel 1973 presso l'Università Paris VII - Denis-Diderot, Francia. È stato residente degli Ospedali di Parigi (1967) e ha conseguito il Master's degree in "Management of health research" nel 1983 presso l'Harvard T.H. Chan School of Public Health USA.
Laurent Degos, stretto collaboratore di Jean Dausset (Premio Nobel nel 1980) dal 1969, gli succedette nel 1980 alla guida del laboratorio di immunogenetica (Inserm). Fu eletto Consigliere per i Laboratori Internazionali di Istocompatibilità (Los Angeles 1980). Ha scoperto geni e alleli del complesso di istocompatibilità, ha apportato innovazioni nella genetica formale (squilibrio di legame) e nella genetica delle popolazioni (selezione, distanza genetica).
È stato Vicepresidente dell'Istituto Curie (2011-2014) e Vicepresidente dell'Istituto Pasteur (2014-2016).
Laurent Degos come responsabile della ricerca fu eletto in diverse commissioni di valutazione (Inserm, CNRS, Consiglio Nazionale delle Università), Direttore dell'Istituto Universitario, Consulente Internazionale (Istocompatibilità), Presidente di congressi internazionali (EHA 1994, ISQUA 2010, Health and Tech Conferenza 2017). La sua saggezza e l'assenza di conflitti di interesse dovuti alla sua posizione nelle agenzie nazionali gli hanno dato l'opportunità di essere chiamato in varie istituzioni come consigliere. È inoltre interessato alle nuove generazioni, scrive libri di scienze per bambini, libri di testo per studenti, è cofondatore e membro del consiglio del MURS, (scienza e società). Dopo essere stato Direttore dell'Unità Inserm U 93 (1981-1993), Direttore dell'Istituto Universitario di Ematologia (1993-2003 Univ. Parigi), Direttore della Scuola di Dottorato in biologia e biotecnologia (1993-2003), è in primo piano nell'attuale dibattito sull'integrità scientifica.
Laurent Degos ha un ampio campo disciplinare nelle scienze mediche (biologia molecolare, biologia cellulare, studi clinici) e studia discipline trasversali (immunologia, oncologia, ematologia, trapianti, sanità pubblica). Ha assunto collettivamente i progetti e gli sviluppi come presidente di consigli di ricerca pubblici (Delegato per la ricerca clinica Ile de France) o privati (Genset, IEPS). Attualmente siede nei consigli di amministrazione e nei comitati delle PMI: "2nd opinion" (presidente del comitato scientifico), Metafora (strategia) e Care Insight (consiglio di amministrazione), e-Sana (strategia). Ha anche dimostrato la sua capacità di ottenere ricerche interdisciplinari e multidisciplinari per la politica nel quadro della Bioalliance of European Medical Societies e si è unito con successo agli Stati membri europei cofondando Eunet HTA per lo studio dell'efficacia comparativa dei prodotti sanitari e dirigendo Eunet PAS per la ricerca sulla sicurezza dei pazienti.
Laurent Degos ha esperienza di consulenza scientifica e responsabilità politiche presso il Consiglio d'Europa (Istocompatibilità 1980), DG Sanco (Eunet HTA 2005-2011 EuNetPAS 2007-2011) e DG RTD (comitato direttivo e leader del WG1 SPH 2015-). Ha dimostrato autorevolezza e indipendenza come consulente scientifico ospite per la preparazione dell'Affordable Care Act (ACA) statunitense sulla ricerca sull'efficacia comparativa, rappresentando la Francia insieme ad altri 3 membri provenienti da Regno Unito, Germania e Australia e come membro ospite del comitato per le nomine in Cina per il CAS Institute for Translational Medicine (Canton). È stato anche membro del gruppo di alto livello sulla salute dell'OCSE e presidente della Fondazione sino-francese per la scienza e la tecnologia (FFCSA cinese - Accademia cinese delle scienze e Accademia francese delle scienze (2011-2017).

## Lavoro scientifico
Laurent Degos ha individuato le glicoproteine piastriniche recentemente utilizzate come bersagli per l'anticoagulazione. La sua visione originale e antidogmatica ha permesso di scoprire come trasformare una cellula maligna in una cellula normale, (1982) con i medici di Shanghai (Cina) tra cui Wang Zhen Yi e Chen Zhu, nel caso della leucemia acuta più grave, la leucemia promielocitica acuta, che oggi è facilmente e definitivamente curabile in tutti i casi "standard" con due prodotti naturali, un derivato della vitamina A e l'arsenico, senza chemioterapia o trapianto di midollo osseo, aprendo un nuovo approccio alla cura del cancro, il trattamento della differenziazione delle cellule maligne, medicina personalizzata, trattamenti di precisione, trattamenti mirati, che ha vinto diversi premi internazionali, tra cui il General Motors Prize, il più prestigioso riconoscimento per la ricerca sul cancro. Ha inoltre continuato la sua ricerca nel campo delle scienze sociali, economiche e umane come Presidente dell'Alta Autorità Francese per la Salute (2005-2011) dove ha diretto un collegio di 8 membri esecutivi, 400 collaboratori di alto livello, 3.000 esperti, (62.000K€ ) per valutare la tecnologia sanitaria, formulare raccomandazioni per le buone pratiche, certificare le strutture sanitarie e fornire consulenza medica ed economica, dopo essere stato presidente dell'Afssaps (Agenzia dei medicinali) (2003-2005) e presidente dell'istituto francese dei trapianti (2003-2005) 2005), trasformata in Agenzia francese di biomedicina nel 2004.
È autore di diverse centinaia di pubblicazioni.

## Libri principali
È autore di molti libri tra cui :
- Quelle politique de Santé pour demain ?
- Éloge de l'erreur
- Santé : Sortir des crises
- Les organes de mon corps
- Mon corps : cent mille milliards de cellules
- Cloner est-il immoral ?

## Onorificenze e premi

### Organi dell'amministrazione scientifica e della ricerca
- Membro della commissione scientifica specialistica dell'Inserm "Biologia e patologia molecolare generale, immunologia generale, genetica, virologia generale, batteriologia, parassitologia" (1979-1982), membro del consiglio scientifico (1983-1986).
- Presidente del Consiglio Scientifico dell'Istituto di Ematologia (1990), del Consiglio Scientifico di Genset (1990-2003).
- Presidente del Consiglio Scientifico dell'Istituto per gli Studi di Politica Sanitaria (1994).
- Presidente del Consiglio Scientifico dell'Assistance publique - Hôpitaux de Paris (1995, rieletto nel 1999).
- Delegato Regionale per la Ricerca Clinica (1995-2002).
- Presidente dell'Afssaps (Agenzia francese per la sicurezza sanitaria dei prodotti sanitari) e dell'Agenzia di biomedicina.
- Presidente del Collegio dell'Alta Autorità per la Sanità - HAS (2005-2010).
- Direttore della Presse Médicale (1979-1983).
- Direttore di The Hematology Journal (1999-2002).
- Membro del comitato editoriale e membro fondatore della rivista di medicina e scienza (1985-1998).
- Editore associato di Leucemia (1989) e Annals of hematology (1990).
- Vicepresidente del Movimento Universale di Responsabilità Scientifica (MURS).

### Società accademiche - Accademie
- Membro della Società Internazionale di Ematologia.
- Membro dell'American Society of Hematology.[32]
- Membro dell'American Associate of Cancer Research.
- Consulente per gli International Histocompatibility Workshops (dal 1980).
- Membro dell'Alto Comitato per la Sicurezza Trasfusionale (1992-1995).
- Membro corrispondente dell'Accademia francese delle scienze, Institut de France (1996).[2]
- Dottorato honoris causa dalla Università di Shanghai, Cina.
- Membro del Comitato Scientifico Internazionale dell'Istituto di Biomedicina e Salute di Guangzhou, Accademia Cinese delle Scienze.[33]
- Segretario Generale della European Hematology Association (1997-2000).[34]

### Awards - Awards
La Awards Awards è prodotta dalla GCN Events. Il Global Conference Network organizza eventi durante tutto l'anno riunendo professionisti dei settori delle conferenze, delle sedi e delle associazioni.
- Premio dell'Accademia francese delle scienze - Institut de France (1979 e 1984).
- Premio Lega contro il cancro (1978 e 1993).
- Premio dell'Istituto di scienze della salute (1988).
- Eletto Medico dell'Anno, con Wang Zhen Yi (1991).
- Premio Sven Killmann - Leucemia, Genova, Italia (1992).
- Premio General Motors con Zhen-Yi Wang, Washington (1994).
- Premio Loubaresse del Istituto Curie con Anne Dejean (1996).
- Premio della Fondazione Charles Brupbacher con Zhen-Yi Wang, Zurigo (1997).
- Premio Jean Bernard della fondazione per la ricerca medica (2002).
- Premio Gagna con Anne Dejean, Bruxelles (2003).
- Premio Mitjaville dell'Accademia di Medicina (2004).
- Cavaliere dell'Ordine delle Palme accademiche, Cavaliere della Legion d'onore, Ufficiale dell'Ordine nazionale al merito